# Mikel (Salapoumbé)
Mikel est un village du Cameroun, situé dans la région de l'Est et dans le département du Boumba-et-Ngoko. Il est localisé dans la commune de Salapoumbé.

## Population
En 2005, 2 043 habitants sont recensés dans le village de Mikel. Une enquête de terrain en 2012 permet le dénombrement de 2 781 habitants dont 1 176 bantous, 600 baka dans le campement 1 et 1 005 baka dans le campement 2.

## Infrastructures
Un tronçon routier entretenu par des carrières de latérite relie Mikel-Koumela dans la Commune de Salapoumbé. Mikel dispose notamment d'un centre de santé intégré, d'un réseau d'adduction d'eau, d'un système d'électrification alimenté par des groupes électrogènes, d'un poste agricole, de plusieurs écoles maternelles et primaires, d'un foyer communautaire.